# Păzind-o pe Tess
Păzind-o pe Tess (în engleză Guarding Tess) este un film american de comedie dramatic din 1994, cu Shirley MacLaine și Nicolas Cage în rolurile principale, regizat de Hugh Wilson. MacLaine joacă rolul unei foste Prime Doamne fictive, protejată de un anturaj de agenți ai Serviciului Secret conduși de o persoană pe care o exasperează continuu (Cage).

## Distribuție
- Shirley MacLaine – First Lady Tess Carlisle
- Nicolas Cage – Secret Service Agent Doug Chesnic
- Austin Pendleton – Earl Fowler
- Edward Albert – Barry Carlisle
- James Rebhorn – FBI Agent Howard Schaeffer
- Richard Griffiths – Frederick
- John Roselius – Secret Service Agent Tom Bahlor
- David Graf – Secret Service Agent Lee Danielson
- Don Yesso – Secret Service Agent Ralph Buoncristiani
- James Lally – Secret Service Agent Joe Spector
- Brant von Hoffman – Secret Service Agent Bob Hutcherson
- Harry J. Lennix – Secret Service Agent Kenny Young
- Susan Blommaert – Kimberly Cannon
- Dale Dye – CIA Agent Charles Ivy
- James Handy – Secret Service Director Neal Carlo
- Hugh Wilson – The President (voce)